# Институт международных связей
Институт международных связей (ИМС) — Частное образовательное учреждение высшего образования в Екатеринбурге. Институт осуществляет подготовку специалистов в сфере лингвистики, перевода, рекламы и связей с общественностью, менеджмента, мировой экономики с обязательным изучением двух иностранных языков на дневной форме обучения. Был организован в 1994 году.
С 27 апреля 2016 года ИМС лишен государственной аккредитации.

## История
1994 году основан Институт международных связей как колледж иностранных языков.
ИМС первым в уральском регионе начал готовить профессиональных переводчиков.
В 1997 году ИМС открыл кафедру «Связи с общественностью».
Первую государственную аккредитацию Аттестационной коллегии Министерства образования РФ, которая дала право на выдачу диплома государственного образца институт получил 14 марта 2001 года
С 27 апреля 2016 года ИМС лишен государственной аккредитации.

## Факультеты
В Институте международных связей четыре факультета:
1. Факультет лингвистики 
- Перевод и переводоведение (бакалавриат, специалитет)

2. Факультет международных экономических отношений
- Реклама и связи с общественностью
- Экономика
- Менеджмент

3. Факультет среднего профессионального образования (колледж) 
- Гостиничный сервис
- Туризм

4. Факультет дополнительного образования
- Курсы для абитуриентов, подготовка к ЕГЭ.
- Центр изучения китайского языка (обучение китайскому языку, стажировка в КНР, дальнейшее обучение в вузах Китая).

- Языковые курсы (английский, испанский, итальянский, японский, чешский и другие).
- Школа переводчиков (основы теории перевода, письменный и устный перевод).
- Русский язык как иностранный.
- Корпоративные курсы повышения квалификации
- Повышение квалификации и переподготовка по основным образовательным программам вуза.

## Традиции
- Ежегодно 30 сентября в международный день переводчика проводится традиционная международная научно-практическая конференция «Перевод и межкультурная коммуникация».
- Институт издает серию «Библиотека лингвиста», монографии, учебно-методические пособия.
- Совместно с Российской Ассоциацией по связям с общественностью (РАСО) кафедра по связям с общественностью ИМС проводит опрос работодателей о реальной и желаемой подготовке выпускников по связям с общественностью и рекламе.
- Каждый апрель ИМС участвует в организации «Тотального диктанта» в Екатеринбурге.